# Oreochromis esculentus
Oreochromis esculentus је зракоперка из реда Perciformes. 

## Угроженост
Ова врста је крајње угрожена и у великој опасности од изумирања.

## Распрострањење
Врста је присутна у Кенији, Танзанији и Уганди.

## Популациони тренд
Популација ове врсте се смањује, судећи по расположивим подацима.

## Станиште
Станишта врсте су мочварна подручја, језера и језерски екосистеми и слатководна подручја.